# Kanton Maintenon
Maintenon is een voormalig kanton van het Franse departement Eure-et-Loir. Het kanton maakte deel uit van het arrondissement Chartres. Het werd opgeheven bij decreet van 24 februari 2014, met uitwerking op 22 maart 2015.

## Gemeenten
Het kanton Maintenon omvatte de volgende gemeenten:
- Bailleau-Armenonville
- Bleury-Saint-Symphorien
- Bouglainval
- Chartainvilliers
- Droue-sur-Drouette
- Écrosnes
- Épernon
- Gallardon
- Gas
- Hanches
- Houx
- Maintenon (hoofdplaats)
- Mévoisins
- Pierres
- Saint-Martin-de-Nigelles
- Saint-Piat
- Soulaires
- Yermenonville
- Ymeray